# إسماعيلي (كوه بنج)
أسماعيلي (بالفارسية: اسماعیلی) هي قرية تقع في إيران في البلدة المركزية. يقدر عدد سكانها بـ 9 نسمة بحسب إحصاء 2016.